# Rotationskolbenpumpe
Der Begriff Rotationskolbenpumpe  ist der Sammelbegriff für die Drehschieberpumpe und die Drehkolbenpumpe.

## Kolbenmaschine
Kolbenmaschinen sind Maschinen, die die potentielle Energie eines Fluids (der Druck eines Gases oder einer Flüssigkeit) durch Zufuhr oder Entnahme mechanischer Energie mit Hilfe eines Verdränger-Bauteils (Kolben) entweder erhöhen oder vermindern. Im Falle eines Verdichters (für Gase) oder einer Pumpe (für Flüssigkeiten) wird dem Medium über den Kolben potentielle Energie zugeführt (Druckerhöhung). Im umgekehrten Fall, bei Motoren, wird die potentielle Energie des Mediums über den Kolben in mechanische Energie umgewandelt, die dann über die Pleuelstange an der Kurbelwelle abgegriffen werden kann.

## Rotationskolben
Abhängig von der Art der Bewegung unterscheidet man zwischen Hubkolben und Rotationskolben.
Im ersten Fall bewegt sich als Verdränger ein zylindrischer Kolben axial in einem Zylinder zwischen zwei Endlagen (unterer und oberer Totpunkt).
Bei den Rotationskolbenmaschinen bewirkt ein rotierender Verdränger das Atmen des Arbeitsraumes mit dem Fluid.

## Grundformen der Rotationskolbenpumpen
Nach der Schwerpunktlage des Verdrängers und des Arbeitsraumes, der ebenfalls eine rotierende Bewegung ausführen kann, wird zwischen vier Grundformen der Rotationskolbenpumpen unterschieden.
- Die Drehkolbenpumpe ist gekennzeichnet durch eine außenachsige Bauart nach Philander und Francis Roots (1848). Sie ist frei von rotierenden und oszillierenden Massenkräften (Unwucht).
- Die Kreiskolbenpumpen haben eine innenachsige Bauart nach Felix Wankel (1954). Dem Prinzip ihrer Bauform nach weisen sie eine Unwucht auf, die aber durch abgeschlossene Kammern und Materialdichteunterschiede innerhalb des Kolbens vollständig ausgeglichen werden kann.
- Die drehkolbenartigen Umlaufkolbenpumpen nach Trotter (1805).
- Die kreiskolbenartigen Umlaufkolbenpumpen nach Karl Wittig (1908)[1][2] bzw. Drehschieberpumpen.

Die beiden letztgenannten Pumpenarten besitzen infolge der rotierenden und oszillierenden Bewegung von Verdränger und auch arbeitsraumbildenden Wandteilen freie, nicht auszugleichende Massenkräfte. Sie sind daher in ihrer Schnellläufigkeit auf niedrige bis mittlere Drehzahlen beschränkt, wogegen sich Drehkolbenpumpen für hohe bis höchste Drehzahlen eignen.